# (1304) Arosa
(1304) Arosa ist ein Asteroid des Hauptgürtels, der am 21. Mai 1928 vom deutschen Astronomen Karl Wilhelm Reinmuth in Heidelberg entdeckt wurde. 
Benannt ist der Asteroid nach dem schweizerischen Ort Arosa.